# Godin Tepe
Koordinaten: 34° 31′ 0″ N, 48° 4′ 0″ O
Godin Tepe (persisch گودین‌تپه) ist ein lang genutzter Siedlungshügel im Zagrostal Kangavar westlich von Hamadan im Gebiet von Kurdistan in der westiranischen Provinz Kermanschah, der in der Ubeid-Zeit, der Uruk-Zeit, der Kura-Araxes-Zeit, der altelamischen Zeit und, nach längerer Unterbrechung, in der Eisenzeit intensiv genutzt wurde und auch seit der islamischen Zeit noch Bedeutung hatte. Insgesamt wurden zwölf Besiedlungsschichten festgestellt.

## Umwelt
Die Stätte erhebt sich etwa 30 Meter über das Umland im Tal von Kangavar, das, gemeinsam mit einer Reihe von anderen Tälern, einen Pass über Zagros bildet und schon im Altertum eine wichtige Handelsroute zwischen Ost und West darstellte. Das Tal selbst wird von Flüssen durchzogen, die durch alluviale Prozesses fruchtbare Böden in das Tal schwemmten. Einer dieser Flüsse ist der Gamas Ab, der sich direkt nordwestlich von Godin Tepe befindet und große Teile des Nordhanges erodiert hat.

## Grabungsgeschichte
Godin Tepe wurde 1961 bei einem Survey unter Leitung von Theodore Cuyler Young Jr. als archäologische Fundstelle entdeckt. Im Anschluss entschied der Antikendienst des Iran, die University of Toronto und das Royal Ontario Museum Godin Tepe auszugraben. Es folgten fünf Kampagnen in den Jahren 1965, 1967. 1969, 1971 und 1973 Dabei wurde einerseits großflächig die eisenzeitliche Zitadelle ausgegraben und anderseits in einem Tiefschnitt am nördlichen Hang die übrigen Perioden untersucht 2011 lud die Universität von Toronto Teile der originalen Grabungsdokumentation frei zugänglich auf ihrer Internetseite hoch.

## Perioden der Besiedelung
Es lassen sich insgesamt elf Siedlungsschichten unterscheiden. Die Schicht VI bis XI wurden dabei weniger intensiv untersucht als die restlichen Siedlungsschichten. Die Schicht V wurde nachträglich in die Schicht VI integriert.

### Schicht XI – VII: Halaf und Ubeid Kultur
Die Schichten XI bis VII (darunter Seh Ghabi bzw. Godin Tepe X und Seh Ghabi bzw. Godin Tepe IX in Pusht-e Kuh) stammen aus sehr kleinen Testsondagen und datieren etwa 5200 bis 4000 v. Chr. Sie reichen damit ins Frühchalkolithikum zurück und datieren zeitgleich mit der Ubeid-Zeit und sogar mit dem Ende der Halaf-Kultur. Diese Phasen sind jedoch nur sehr fragmentarisch ausgegraben und kaum bearbeitet.

### Schicht VI: eine Händlerenklave der Uruk-Zeit
Schicht VI wurde durch die Ausgrabungen von 1973 in einem Tiefschnitt in der oberen Zitadelle auf einer Fläche von 550 m² erfasst. Sie zeigt die Übergangsstufe von der jüngeren Kupfersteinzeit zur Frühen Bronzezeit und datiert zwischen 3500 und 3000 v. Chr., also zeitgleich mit der Uruk-Zeit in Mesopotamien. Ursprünglich wurde Schicht VI und Schicht V getrennt, aber nach einer erneuten Analyse der archäologischen Ergebnisse entschlossen sich die Forscher dazu, Schicht V als die jüngste Unterphase Schicht VI:1 zu definieren.
Die Architektur der Schicht VI besteht aus einer ovalen Außenmauer, die ein Areal von etwa 560 m² umfasst. Innerhalb dieser Mauern befinden sich eine Reihe von mehrräumigen rechteckigen Gebäuden, die um einen großen Platz in der Mitte gruppiert sind. Diese Siedlung wird als ein Außenposten Uruk-zeitlicher Händler gedeutet und Godin Tepe somit mit der Uruk-Expansion in Zusammenhang gebracht.
Die Keramik der Schicht VI zeigt eine Mischung aus lokalen Traditionen und Uruk-Einflüssen. Uruk-Keramik sind zum Beispiel Töpfe mit Vierösenknubben, Gefäße mit Schnurornamenten auf der Schulter und Gefäße mit cremefarbenem Überzug, die Parallelen in Susa (Akropolis, Schicht 17), Uruk (Eanna IV) und Nippur (Inanna Schicht 19) finden. Die typischen hohen Dschemdet-Nasr-Vorratsgefäße, wie sie aus Nippur (Inanna, Schicht 14–12) bekannt sind und Blumentöpfe (bevelled rim bowls, Uruk Eanna IV) fehlen allerdings. Daneben gibt es eine einheimische Keramik, die sich bruchlos aus der Schicht VII fortsetzt.
In Schicht VI wurden 13 Rollsiegelabdrücke und zwei Rollsiegel gefunden. Sie sind scheinbar teilweise lokale Produkte, wie der Fund eines ungeschnittenen Siegelzylinders belegt. Die Abdrücke haben Parallelen in Uruk (Schicht V–IV), in Chusistan und in Susa (Schichten Cc–Da). Einige wurden mit runden Bohrungen verziert. Als Rohmaterial diente Speckstein (Steatit), der teilweise wärmebehandelt (tempering) wurde.
In Schicht VI wurden 43 Tontafeln gefunden, von denen 27 einigermaßen vollständig sind. Sie enthielten vor allem Zahlenzeichen, wie sie auch aus Ḫafāǧī, Tell-i-Ghazir (proto-elamitische Schichten), Habuba Kabira (späte Uruk-Zeit), Tappe Sialk IV1, Tschogha Misch, Uruk und Susa (Akropolis, Schicht 17) bekannt sind.
Die ältere Schicht VII geht ohne Hiatus in Schicht VI über. Am Ende der Schicht VI gibt es dagegen einen klaren Hiatus und die Befunde sprechen für ein rasches aber geplantes Verlassen der Siedlung. Einerseits gibt es Anzeichen eines Brandes in Raum 22, in dem das Dach einstürzte und in vielen Räumen befanden sich Funde wie Keramik in situ. Anderseits fehlen Metallobjekt fast komplett, was auf eine Auswahl von Objekten vor dem Verlassen hinweist.

### Schicht IV: eine Siedlung der Kura-Araxis Kultur
Nachdem Schicht VI verlassen wurde, gab es einen klaren Bruch in der materiellen Kultur. Schicht IV datiert mit etwa 2800–2600 v. Chr. in die Frühe Bronzezeit. Godin Tepe ist in dieser Zeit Teil der Kura-Araxes-Kultur, die sich nach dem Zusammenbrechen des Uruk-Systems überall in Nordmesopotamien und den angrenzenden Gebirgen ausbreitete und aus dem Kaukasustal zwischen den Flüssen Kura und Araxes stammt (Die grau-schwarze Keramik der Schicht IV ähnelt sehr der von Yanik-Tepe der Frühen Bronzezeit bei Täbris, was auf eine Verbindung mit Ostanatolien und dem Kaukasusgebiet im 3. Jahrtausend schließen lässt). Im Allgemeinen wird dieses Phänomen mit einer Migration in Verbindung gebracht, die sich jedoch im Speziellen sehr unterschiedlich darstellt. In Godin Tepe gab es schon vor der Schicht VI Hinweise auf Einflüsse der Kura-Araxes-Kultur im Keramikrepertoire, was für einen langfristigeren kulturellen Kontakt spricht.
Die Architektur der Schicht IV weist auf eine sehr unterschiedliche soziale Organisation im Vergleich zu Schicht VI hin: Auf einem zentralen Platz befindet sich eine Plattform, die östlich von Wohnhäusern und westlich von einem öffentlichen Gebäude, vielleicht einem Versammlungshaus, umgeben ist. Diese Zusammensetzung wird einige Male erneuert, ohne den allgemeinen Plan zu verändern. Schließlich wird die Siedlung ohne Spuren von Zerstörung verlassen.

### Schicht III: die Altelamische Stadt
Schicht III, eine Vielfalt an auch gleichzeitig nebeneinander bestandenen keramischen Erzeugnissen zeigend, schließt nahtlos an Phase IV an und datiert in die Mittlere Bronzezeit von etwa 2600–1400 v. Chr. oder war von etwa 2100 bis 1350/1200 v. Chr. besiedelt. In dieser Zeit ist Godin Tepe sehr dicht mit Wohnhäusern besiedelt. Der urbane Charakter veranlasst zu der Annahme, dass es sich zu dieser Zeit um eine Stadt gehandelt hat, die Teil eines Altelamischen Herrschaftsbereichs war. Nachdem diese urbane Siedlung verlassen wurde, kam es zu einem Hiatus, der etwa 700 Jahre andauerte.

### Schicht II: eine medische Zitadelle
Schicht II, die Überreste der Mederzeit (etwa 700 bis 650 v. Chr.) enthält, stellt die eisenzeitliche Besiedlung dar und datiert etwa 800–500 v. Chr. Sie wird in zwei Unterphasen geteilt. Schicht II:2 ist der monumentale Gebäudekomplex und Schicht II:1 stellt eine erneute Besiedlung durch Ruinenbewohner dar, die in der Zitadelle lebten, nachdem sie aufgegeben wurde.
Schicht II:2 besteht im Kern aus zwei Säulenhallen für Repräsentationszwecke, einem Magazin mit Nord- und Südflügel und einem häuslichen Teil, vermutlich einer Küche, sowie einigen jüngeren Anbauten. Die Außenfassade des Gebäudekomplexes ist regelmäßig mit Türmen versehen, die eine Wehrfunktion vermuten lassen. Dieses Gebäude wird als Residenz einer medischen Elite interpretiert. Die Meder bildeten in der Eisenzeit unter dem Druck der neuassyrischen Feldzüge in den Zagros eine zentralere politische Organisation aus, bis sie eine Allianz mit Neubabylonischen Kriegsherren schlossen und das Neuassyrische Reich besiegten. Die Phase II:2 fällt vermutlich in diese Zeit der medischen Staatsformierung. Die genauen Gründe für das Verlassen dieser Zitadelle sind nicht bekannt; eine möglich Erklärung wäre die weitere Zentralisierung des medischen Staates und das Abwandern der Eliten nach Ekbatana, dem heutigen Hamadan, das als Hauptstadt des medischen Staates bezeichnet wird. Eine andere Erklärung wäre das Zerfallen zentraler Verwaltungsstrukturen, nachdem die Gefahr des neuassyrischen Reiches nicht länger bestand.
Schicht II:1 ist eine Nutzung der verlassenen Zitadelle als Wohnraum, die ohne Unterbrechung anschließt. Nur die kleinere Säulenhalle und der Wohnbereich wurden umgebaut und umgenutzt, der Rest des Gebäudekomplexes zerfiel. Auch die Ruinensiedlung wurde ohne Zerstörungsspuren verlassen.

### Schicht I: Nutzung ab dem Mittelalter
Schicht I ist die jüngste Besiedlung und besteht aus einem islamischen Teehaus, einigen neuzeitlichen Gräbern und einem Imamzade aus dem 15. Jahrhundert.